# Annabel Chong
Annabel Chong, pseudonimo di Grace Quek (Singapore, 22 maggio 1972), è un'ex attrice pornografica singaporiana, naturalizzata statunitense.
L'attrice, nota per aver recitato nel 1995 film per adulti The World's Biggest Gang Bang, è stata tra le prime del genere gang bang. Quattro anni dopo, Chong è stata il soggetto protagonista del documentario Sex: The Annabel Chong Story in cui attraverso interviste viene ripercorsa la sua carriera nella pornografia; la pellicola è stata poi presentata al Sundance Film Festival nella sezione Gran Premio della Giuria. 

## Biografia
Grace Queek è nata e cresciuta a Singapore da una famiglia cinese della classe media e ha studiato alla Raffles Girls 'School dove ha partecipato al "Gifted Education Program" del paese e nel Hwa Chong Junior College.
Dopo lo studio, si è dapprima trasferita negli Stati Uniti e successivamente a Londra dove si è iscritta all King's College con una borsa di studio alla facoltà di legge. A 21 anni ha abbandonato gli studi di giurisprudenza e ha intrapreso la facoltà di arte e fotografia alla University of Southern California, iniziando nel frattempo a lavorare nell'industria pornografica.
Dopo il ritiro dalla scene, si è laureata in ingegneria informatica al Westwood College e dal 2020 lavora in California come sviluppatrice di software.

## Carriera pornografica
Per pagarsi gli studi, nel 1994 ha iniziato a lavorare nell'industria pornografica rispondendo a un annuncio pubblicitario dell'agenzia per modelle di LA Weekly. Come attrice, il 19 gennaio 1995 all'età di 22 anni ha preso parte alla produzione di Bone, The World's Biggest Gang Bang, dove per oltre 10 ore ha avuto rapporto con 251 uomini.
Nel 1999 è stata la protagonista del documentario Sex: The Annabel Chong Story sulla sua vita il quale è stato presentato al Sundance Film Festival nella sezione Gran Premio della Giuria.
Ha continuato a lavorare per alcuni anni nell'industria, esordendo anche come regista, fino al 2003 quando con un comunicato ha annunciato il ritiro dalla scene.